# محسن امیراصلانی

صفحه هشتم حکم دادگاه محسن امیراصلانی

صفحه نهم حکم دادگاه محسن امیراصلانی

صفحه دهم حکم دادگاه محسن امیراصلانی

صفحه یازدهم حکم دادگاه محسن امیراصلانی

محسن امیراصلانی زنجانی (زادهٔ ۱۳۵۶، آبادان – درگذشت ۲ مهر ۱۳۹۳ زندان گوهردشت کرج) زندانی عقیدتی بود که به دلیل تفسیر متفاوت از قرآن، بدعت در اسلام، ارتداد و توهین به یونس به اعدام محکوم و در ۲ مهر در زندان رجایی‌شهر کرج اعدام شد. این حکم که دو بار لغو شده بود سرانجام با تأیید رئیس قوه قضائیه و دیوان عالی کشور اجرا شد. پیکر او در آرامگاه «بهشت سکینه» کرج به خانواده‌اش تحویل داده شد. امیراصلانی در هنگام اعدام، ۳۷ ساله، متأهل و دارای یک فرزند ۲ ساله بود.

## اتهامات
فردی که با دویچه‌وله گفتگو کرد، گفت: او روان‌شناس بود و مشاوره می‌داد اما چون فردی معنوی بود، مراجعانش را با تفاسیر قرآن و احکام دینی مورد مشاوره قرار می‌داد و به همین دلیل هم میان ایشان محبوبیت داشت.
به عنوان مثال وی در تفسیر سوره یونس معتقد بوده که یونس پیامبر از دل نهنگ بیرون نیامده و این موضوع به صورت تمثیل در قرآن آورده شده. همین امر باعث شد تا به او اتهام «توهین به حضرت یونس» را نیز وارد کنند.
ادعای «ارتباط با امام زمان» اتهام دیگری بود که به امیراصلانی وارد شده بود.
دوست امیراصلانی، به بی‌بی‌سی فارسی گفت که وی بنیانگذار شیوه‌ای معنوی به نام «طریقت جوهری» بوده و علاوه بر برگزاری جلساتی در مورد رؤیاشناسی و تفسیر قرآن، به شرکت‌کنندگان در این جلسات، مشاوره شخصی می‌داده‌است.

## حکم اعدام
در پی اعلام خبر اعدام، غلامحسین اسماعیلی رئیس کل وقت دادگستری تهران گفت که محسن امیراصلانی به خاطر «ارتکاب زنای به عنف» اعدام شده‌است. نزدیکان محسن امیر اصلانی این اتهام را رد کرده‌اند. پیشتر، دیوان عالی کشور حکم اعدام را برای محسن امیراصلانی فاقد وجاهت قانونی دانسته بود. اما در نهایت با تأیید شعبه ۱۳ دیوان عالی کشور حکم اعدام تأیید شد.
به گفته یکی از نزدیکان امیراصلانی، درابتدای بازداشت وی، بازپرس برای وی قرارمنع تعقیب صادر کرده است، ولی به اصرار دادستان وقت این قرار به بازداشت تغییر پیدا می‌کند.
در دادگاه اولیه وی به اتهام بدعت دردین به چهارسال حبس محکوم شد واین حکم در دادگاه تجدید نظر به دوسال و چهارماه زندان کاهش پیدا کرد. درطی مسیر دادرسی، اتهامات جدیدی مانند«روابط نامشروع» به وی وارد شد که این اتهامات بدون هیچ گونه سند و مدرک در پرونده وی ثبت می شود. دراین حال پرونده وی از دادسرای عمومی به دادگاه انقلاب و شعبه ۱۵این دادگاه به ریاست«ابوالقاسم صلواتی» ارسال شد. قاضی صلواتی نیز، برای وی حکم اعدام صادر کرد.
با اعتراض وکلا، پرونده به دادگاه تجدیدنظر رفت و دادگاه تجدید نظر، صلاحیت دادگاه انقلاب برای رسیدگی به این پرونده را نقض و پرونده را به دادگاه کیفری استان تهران فرستاد. این دادگاه با حضور پنج قاضی برگزار شد؛ دوتن از قضات حکم به بی‌گناهی متهم دادند و سه تن برای او تقاضای حکم اعدام کردند.
پس ازآن مجددا با اعتراض وکلای تسخیری پرونده، رویه قضایی این بار در دیوان عالی کشورطی شد. دیوان عالی کشور پس از بررسی های وسیع خود، حکم اعدام این پرونده را نقض و اجرای حکم را غیرقانونی وغیرشرعی دانست و دستور رسیدگی مجدد به پرونده را در دادگاه هم عرض صادر کرد. این بارهم پرونده به دادگاه کیفری استان تهران ارجاع و مجددا حکم اعدام امیراصلانی تایید شد. دوباره پرونده به دیوان عالی کشور بازگشت و این بار دیوان عالی کشور درحکمی ۱۱صفحه‌ای، موارد صریحی از نقص پرونده را متذکر شد و مجددا برغیرقانونی بودن اعدام امیراصلانی تاکید کرد.(متن ۱۱ صفحه ای حکم دیوان عالی کشور دراختیارسحام قرار دارد) به گفته یکی ازنزدیکان خانواده امیر‌اصلانی،«خواندن این حکم به طورکامل اجحاف دراین پرونده را مشخص می‌کند.»
پدر محسن، در واکنش به مطلبی تحت عنوان «اعدام به جرم تجاوز، نه ارتداد» جوابیه‌ای را به روزنامه شرق ارسال کرده‌است. همسر امیراصلانی هم در مصاحبه با شبکه «من و تو» اتهام تجاوز را رد کرده‌است.

## آثار
از وی ۱۴ کتاب موجود است که به صورت نسخه‌های الکترونیکی منتشر گردیده‌است:
- یاسین
- رسولان
- داستان پروانه‌ای
- ملکوت
- رویاشناسی
- یاران کهف
- حقیقت بهشت
- الم‌لقمان-رستگاران
- یوسفیه
- رساله موسی و خضر
- طارق-مزامیر
- طس-در مراتب آتش
- درمان افسردگی
- Inspire